# Поселення бобрів (пам'ятка природи)
Поселення бобрів — зоологічна пам'ятка природи місцевого значення. Об'єкт розташований на території Камінь-Каширського району Волинської області, с. Нові Червища.
Площа — 4 га, статус отриманий у 1972 році. Входить до складу ландшафтного заказника загальнодержавного значення «Стохід».
Охороняється місце мешкання бобрів (Castor fiber) на болоті в заплаві р. Стохід